# 影の英雄の日常譚 勇者の裏で暗躍していた最強のエージェント。組織が解体されたので、正体隠して人並みの日常を謳歌する。
『影の英雄の日常譚 勇者の裏で暗躍していた最強のエージェント。組織が解体されたので、正体隠して人並みの日常を謳歌する。』（かげのえいゆうのにちじょうたん ゆうしゃのうらであんやくしていたさいきょうのエージェント。そしきがかいたいされたので、しょうたいかくしてひとなみのにちじょうをおうかする。）は、坂石遊作によるライトノベル。2019年6月より小説家になろうに投稿され、2020年3月にエンターブレイン（KADOKAWA）から書籍化された。イラストはTYONEが担当。
メディアミックスとして、kancoによるコミカライズ作品が『月刊コンプエース』にて2020年9月号から2024年1月号まで連載された。

## あらすじ
勇者が魔王を討伐したがそれは表向きの事で、真に魔王討伐したのは勇者を陰から支える組織、真兵特務機関に所属するトゥエイトだった。魔王討伐後機関は解体され、トゥエイトは普通に暮らすことを望み、クリスの助言によりビルダーズ学園に通うことになる。トゥエイトは普通科に入学するはずであったが、英雄科入学試験のバトルロイヤルに巻き込まれる。エリシアと共闘し試験官を倒したものの、自身は実力を隠して不合格。希望通り普通科に入学する。

## 登場人物
トゥエイト
5歳の時に機関に拾われ10年間所属し、勇者が倒せなかった魔人や魔王を秘かに倒した。機関所属時のコードネームは28。機関解体後は普通に暮らすことを望み、ビルダーズ学園普通科に通う。
エリシア＝ミリシタン
ビルダーズ学園英雄科生徒。入学試験のバトルロイヤルでトゥエイトと共闘する。父の仇である公爵家のロベルトに復讐を果たそうとするが、トゥエイトの仕掛けにより、復讐がむなしいものだと悟る。
ミゼ＝ホーエンス
冒険者志望で英雄科を受験したが落ちて普通科生徒。実は家出したアルケディア王国の第2王女。アルケディア王族に継承される《叡智の道》の保持者であるため、テラリア、アルケディア両王国から狙われる。
グラン
普通科生徒。元兵士。
クリス
機関内ではトゥエイトの上司だった。機関解体後はテラリア王国国防情報部に所属する。
オズ
元機関のメンバーでトゥエイトの元同僚。当時のコードネームは02（オーツー）。ミゼの護衛のため、トゥエイトに合流する。

## 既刊一覧

### 小説
坂石遊作（著）・TYONE（イラスト） 『影の英雄の日常譚 勇者の裏で暗躍していた最強のエージェント。組織が解体されたので、正体隠して人並みの日常を謳歌する。』 KADOKAWA〈エンターブレイン〉、既刊3巻（2021年1月26日現在）
| 巻数 | 発売日        | ISBN              |
| ---- | ------------- | ----------------- |
| 1    | 2020年3月5日  | 978-4-04-736015-0 |
| 2    | 2020年8月5日  | 978-4-04-736212-3 |
| 3    | 2021年1月26日 | 978-4-04-736510-0 |

### 漫画
kanco（漫画）・坂石遊作（原作）・TYONE（キャラクタ―原案） 『影の英雄の日常譚 勇者の裏で暗躍していた最強のエージェント。組織が解体されたので、正体隠して人並みの日常を謳歌する。』 KADOKAWA〈角川コミックス・エース〉、全7巻
| 巻数 | 発売日        | ISBN              |
| ---- | ------------- | ----------------- |
| 1    | 2021年1月26日 | 978-4-04-110919-9 |
| 2    | 2021年7月26日 | 978-4-04-111566-4 |
| 3    | 2022年1月26日 | 978-4-04-112175-7 |
| 4    | 2022年7月26日 | 978-4-04-112700-1 |
| 5    | 2023年1月26日 | 978-4-04-112701-8 |
| 6    | 2023年7月25日 | 978-4-04-113898-4 |
| 7    | 2024年1月26日 | 978-4-04-113900-4 |